# محمد عارف (بازیکن فوتبال)
محمد عارف (انگلیسی: Mohamed Arif) (۱۱ اوت ۱۹۸۵ – ۲۵ ژوئن ۲۰۲۴) بازیکن فوتبال اهل مالدیو بود.
از باشگاه‌هایی که وی در آنها بازی کرد می‌توان به باشگاه فوتبال شان یونایتد اشاره کرد.
وی همچنین در تیم ملی فوتبال مالدیو بازی کرده است.